# Steinheid
Steinheid – dzielnica miasta Neuhaus am Rennweg w Niemczech, w kraju związkowym Turyngia, w powiecie Sonneberg. 
Do 30 listopada 2011 niektóre zadania administracyjne gminy realizowane były przez miasto Steinach, które pełniło rolę „gminy realizującej” (niem. erfüllende Gemeinde). 1 grudnia 2011 gminę przyłączono do miasta Neuhaus am Rennweg.